# Straße von Ombai
Die Straße von Ombai (auch Straße von Malua) ist eine Meerenge in den Kleinen Sundainseln. Sie trennt die Insel Alor (ehemals Ombai) im Nordwesten von den Inseln Timor im Süden und Atauro und Wetar im Osten. Nördlich liegt die Bandasee, im Westen die Sawusee. An der Nordküste von Osttimor zweigt in östlicher Richtung die Straße von Wetar ab.
Bereits fünf Kilometer von der Nordküste Timors entfernt fällt der Meeresgrund auf eine Tiefe von 1.000 m ab. Während des Kalten Krieges konnten daher amerikanische Atom-U-Boote unentdeckt die Straßen von Ombai und Wetar passieren.